# Tarsostenus univittatus
Tarsostenus univittatus är en skalbaggsart som beskrevs av Rossi 1790. Tarsostenus univittatus ingår i släktet Tarsostenus och familjen brokbaggar. Arten förekommer tillfälligt i Sverige, men reproducerar sig inte. Inga underarter finns listade i Catalogue of Life.